# Ole Lukøje

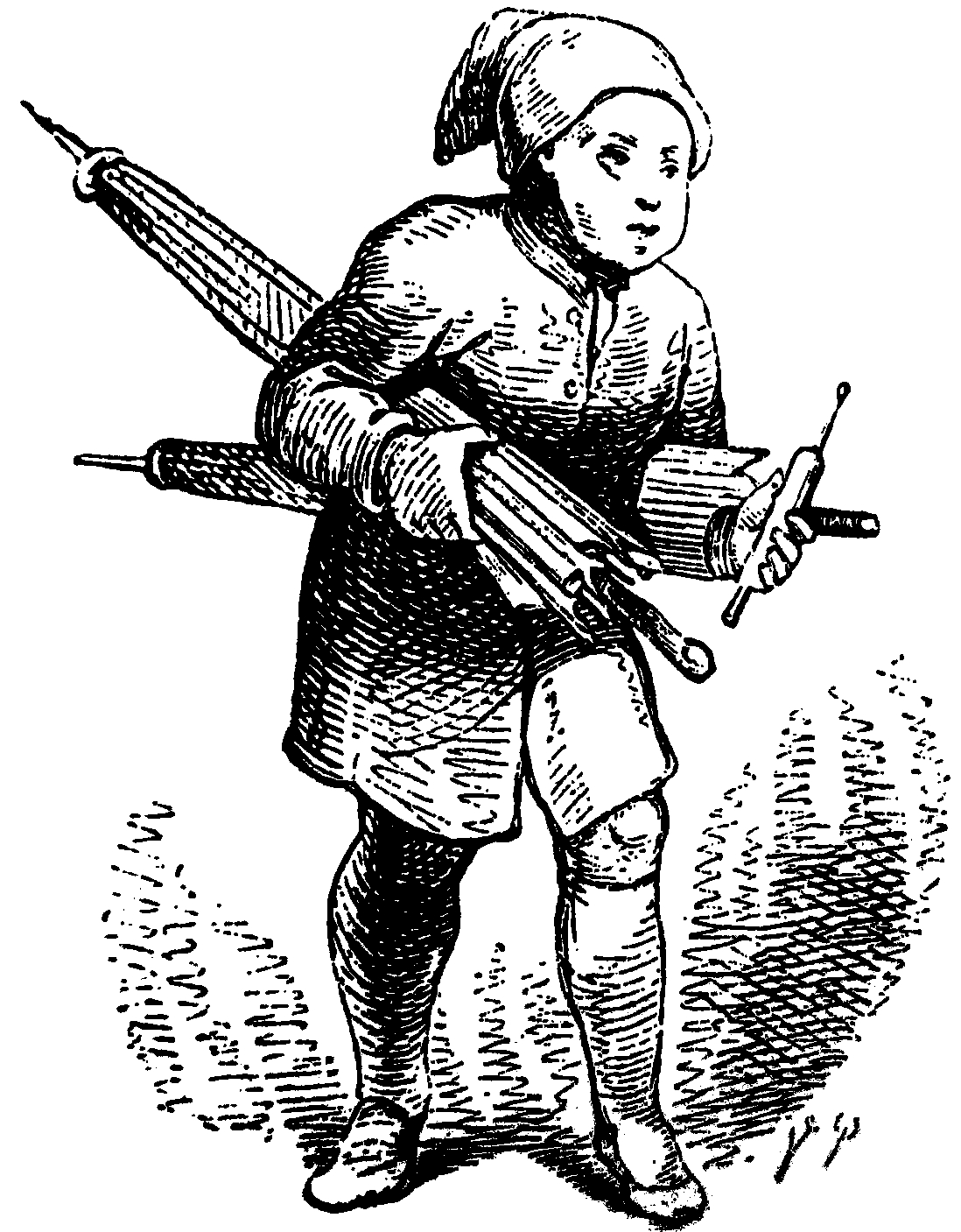
Ole Lukøje. Illustration von Vilhelm Pedersen (1820–1859)

Ole Lukøje ist eine Figur der dänischen Literatur und basiert auf der Sagengestalt des Sandmanns. 
Erstmals 1724 von J.R. Paulli in der Komödie „Julestuen og Maskeraden“ aufgegriffen, ist heute vor allem das Kunstmärchen von Hans Christian Andersen bekannt. 

## Andersen-Märchen (1841)
Andersens Erzählung Ole Lukøie erschien erstmals am 20. Dezember 1841 in Eventyr fortalte for Børn. Ny samling. Tredie Hefte.
Ole Lukøje, in deutschen Übersetzungen auch mit „Ole Augenschließer“ oder „Ole Luköie/Luk-Oie“ wiedergegeben, besucht den kleinen Hjalmar eine Woche lang Nacht für Nacht und erzählt ihm Geschichten. In der letzten Geschichte am Sonntag erzählt er von dem zweiten Ole Lukøje, Schlafes Bruder, dem Tod oder Sensenmann, der die Augen der Menschen für immer schließt. Ole sagt über sich, er sei ein "alter Heide; Römer und Griechen nannten mich den Traumgott," und stellt sich damit in die Tradition von Hypnos und Morpheus.
Ole Lukøje bringt Kinder sanft zum Einschlafen und schenkt ihnen gute oder schlechte Träume, je nachdem ob sie sich im Tagesverlauf gut oder böse aufgeführt haben. Bei Andersen streut Ole Lukøje keinen Sand, sondern träufelt Milch in die Augen, wozu er als Werkzeug eine Zauberspritze benutzt.
Charakteristisch sind die beiden Regenschirme, die Ole Lukøje mit sich trägt, unter jedem Arm einer. Den Schirm mit Bildern auf der Innenseite spannt er über die braven Kinder auf, die dann die ganze Nacht durch von den schönsten Geschichten träumen. Über die unartigen Kinder spannt er den Schirm auf, der innen keine Bilder trägt, so dass diese die ganze Nacht tief und ohne Traum durchschlafen.